# Lothar Freutel
Lothar Freutel (* 21. Februar 1894 in Rosenberg; † 18. Februar 1944 in Colomo, Nordwestrussland) war ein deutscher Generalmajor im Zweiten Weltkrieg.

## Leben

### Erster Weltkrieg
Freutel trat am 10. August 1914 als Kriegsfreiwilliger in das 1. Westpreußische Feldartillerie-Regiment Nr. 35 ein. Im September 1914 wechselte er zum Reserve-Feldartillerie-Regiment Nr. 35 über. Nach dem Besuch der Feld-Kriegsschule in Pruzana wurde Freutel am 21. März 1916 zum Leutnant der Reserve befördert und am 14. November 1916 zum Adjutanten der III. Abteilung ernannt. Er wurde für seine Leistungen mit beiden Klassen des Eisernen Kreuzes ausgezeichnet.

### Zwischenkriegszeit
Nach Kriegsende und der Demobilisierung seines Regiments wurde Freutel ab 3. März 1919 als Ordonnanzoffizier bei der 41. Feldartillerie-Brigade verwendet. Zum 1. November 1919 trat er in den Polizeidienst über. Zunächst in der Abstimmungspolizei Westpreußen tätig, kam er später zur Schutzpolizei Ostpreußen, wo er bis zum Polizeihauptmann aufstieg. Am 30. Juli 1933 wurde Freutel in die preußische Landespolizei übernommen. Dort folgte am 1. Oktober 1935 seine Beförderung zum Polizeimajor. Zum 6. April 1936 trat Freutel als Major in das Heer der Wehrmacht über. Zunächst war er Offizier zur besonderen Verwendung und wurde am 6. Oktober 1936 zum Batteriechef im Artillerie-Regiment 20 der 20. Infanterie-Division ernannt. Zum 12. Oktober 1937 stieg er zum Kommandeur der III. Abteilung auf. In dieser Funktion folgt am 1. Juni 1938 seine Beförderung zum Oberstleutnant.

### Zweiter Weltkrieg
Im Zuge der Allgemeinen Mobilmachung wurde Freutel am 26. August 1939 zum Kommandeur des Artillerie-Ersatz-Regiments 22 der Division 170 ernannt, das beim Überfall auf Polen jedoch nicht zum Einsatz kam. Am 29. September 1939 gab Freutel das Kommando des Regiments an Oberst Rudolf Bächer ab und wurde zum Kommandeur des Artillerie-Regiments z. b. V. 707 ernannt. Dieses wurde am 24. März 1940 in das bereits bestehende Artillerie-Regiment 217 der 217. Infanterie-Division integriert, dessen Kommandeur Freutel ebenfalls wurde. Zwischenzeitlich zum Oberst befördert, wurde Freutel am 11. Januar 1943 zum Kommandeur des Reserve-Artillerie-Regiments 26 der 156. Reserve-Division ernannt, das zu diesem Zeitpunkt an der französischen Kanalküste stationiert war. Das Regiment wurde am 20. September 1943 aufgelöst und erst im Februar 1944 unter neuer Bezeichnung erneut etatisiert. Freutel trat mit Auflösung seines Regiments, vorerst in die Führerreserve. Am 20. Oktober 1943 wurde er zum Kommandeur des Grenadier-Regiments 503 ernannt, welches im Rahmen der 290. Infanterie-Division an der Ostfront im Bereich der Heeresgruppe Mitte eingesetzt war. Bei den schweren Kämpfen mit der Roten Armee am Ilmensee ist Freutel in Colomo gefallen.